# FKP Scorpio
FKP Scorpio är en internationell, ursprungligen tysk, festival- och konsertarrangör som bland annat arrangerat Hultsfredsfestivalen 2011-2013, Getaway Rock Festival och Bråvalla festival i Sverige. De arrangerar sedan 2016 Håkan Hellströms konserter. Företaget grundades år 2000 av Folkert Koopmans. 

## Festivaler arrangerade av FKP Scorpio[1]

### Danmark
- Northside Festival
- Tinderbox

### Finland
- Provinssi
- Sideways Helsinki

### Nederländerna
- Best Kept Secret Festival
- Indian Summer Festival

### Österrike
- Air + Style
- Out Of The Woods
- Nu Forms

### Sverige
- Bråvalla festival
- Where's the Music?
- Getaway Rock Festival
- Hultsfredsfestivalen
- Gården
- Rosendal Garden Party (2022-2024)[2]
- Gefle Metal Festival (2023)
- Broken summer[3]

### Tyskland
- A Summer´s Tale
- Chiemsee Summer
- Deichbrand Festival
- Elbjazz Festival
- Highfield Festival
- Hurricane Festival
- M'era Luna
- Metal Hammer Paradise
- Rolling Stone Weekender
- Southside Festival